# Паста аль форно
Паста аль форно (итал. pasta al forno, «запечённая паста», также timballo di pasta или pasta pasticciata) — типичное блюдо итальянской кухни, приготовленное из макарон (обычно коротких), покрытых соусом бешамель, томатным соусом и сыром, и запечённое. Особенно популярно на юге Италии, где его считают полноценным и самодостаточным блюдом, или «piatto unico» .

## История
Историю запечённой пасты в Италии можно разделить на две большие категории: версия с бешамелем родилась при дворах эпохи Возрождения в Центре и на Севере как более бедный вариант мясных пирогов, из которых, вероятно, произошли очень известные блюда, такие как запеченная лазанья и каннеллони по-эмилиански. В свою очередь,  pasta 'nfurnata или pasta 'ncasciata, напротив, является одним из наиболее типичных блюд Сицилии (особенно провинции Мессина, в частности Мистретта, и провинции Катания) и берёт свое начало в очень древних традициях, по существу приписываемых изысканным тимбалам, которые арабы распространили на Сицилии во время своего господства начиная с IX века, давших название и блюду тимбалло.

## Приготовление

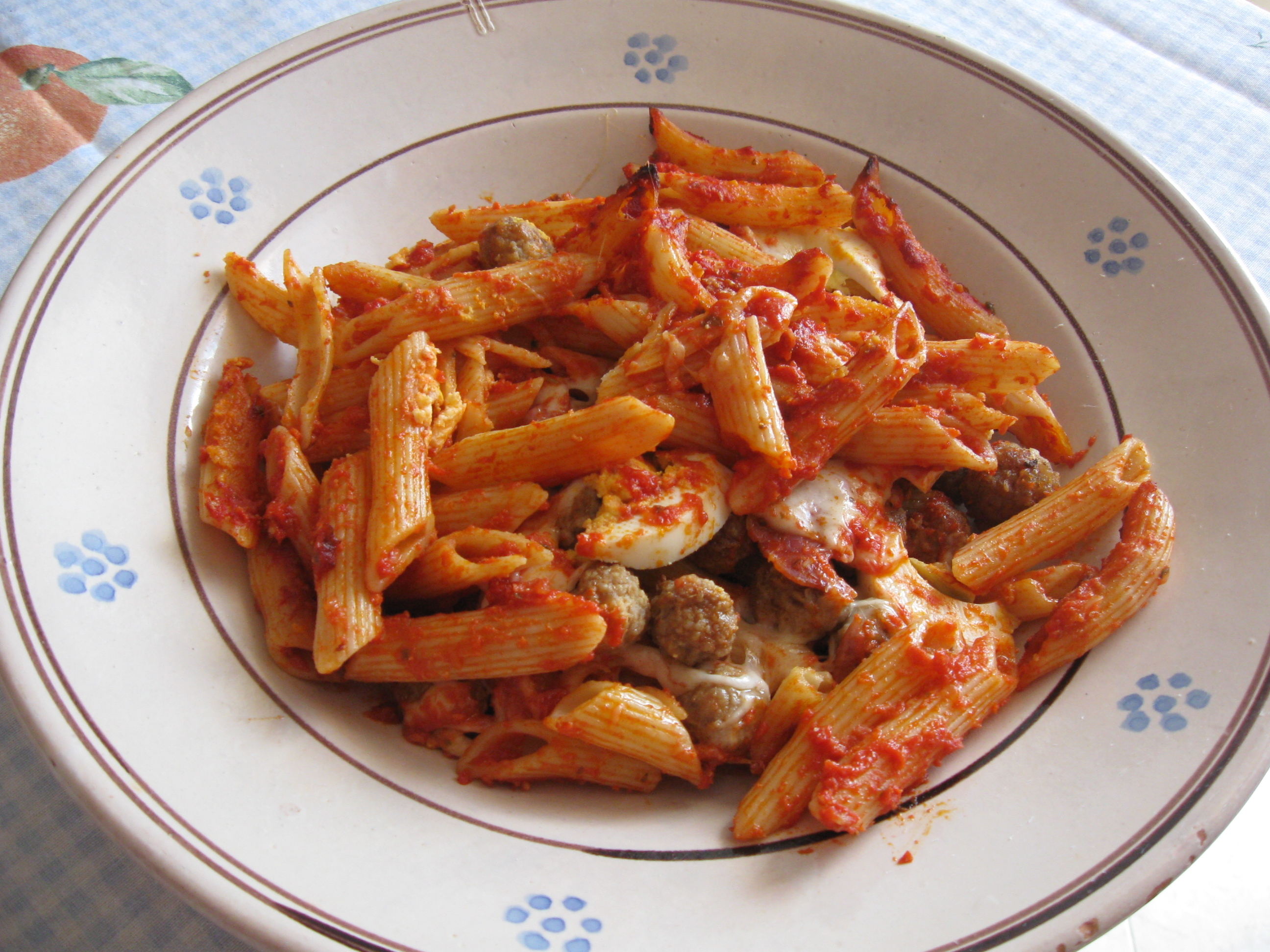
Типичная запеченная паста из Калабрии (Катанзаро) с начинкой из проволы, сопрессата, вареных яиц и обжареных фрикаделек

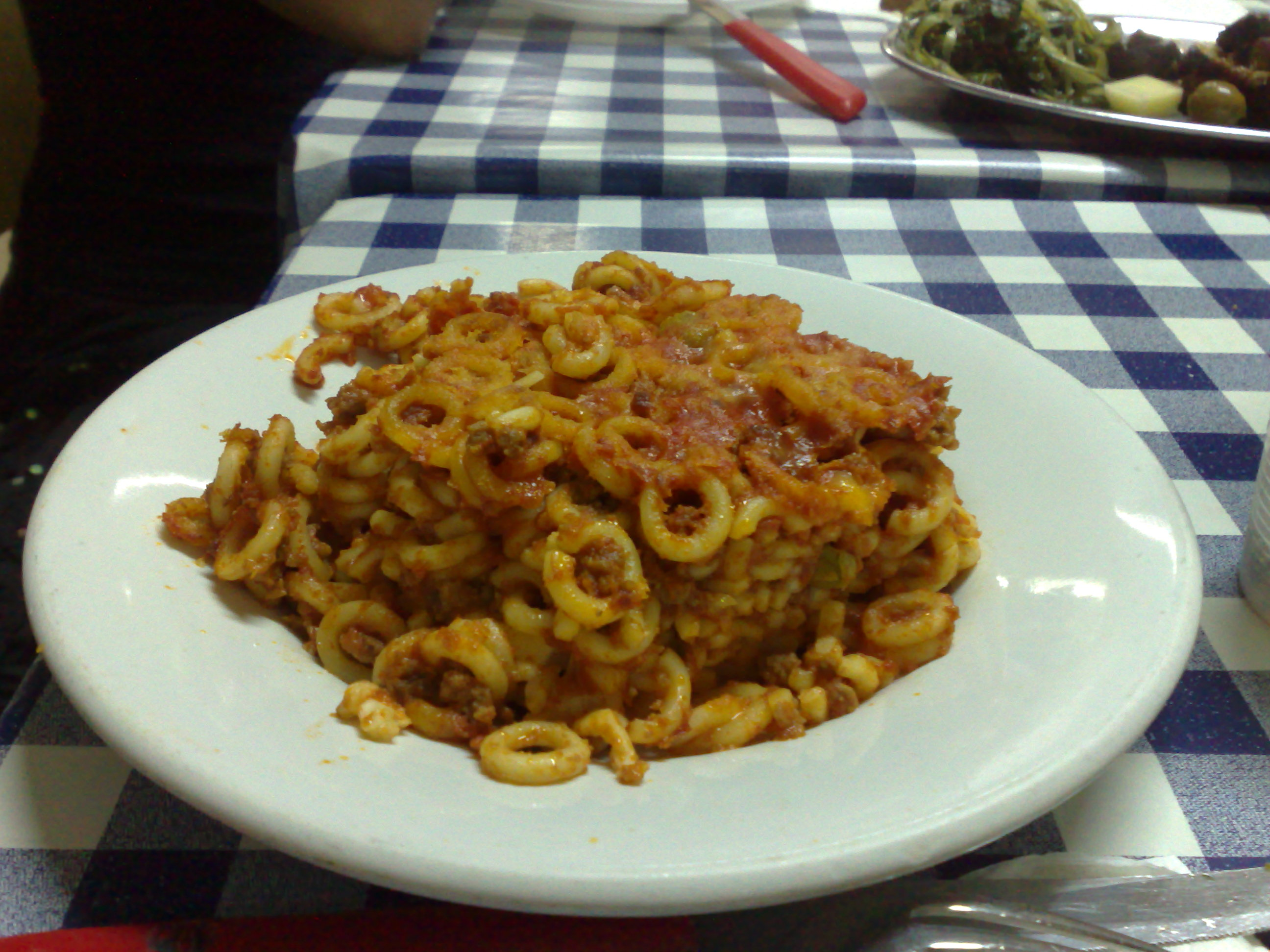
Запеченная паста Анеллетти аль форно – популярное на Сицилии блюдо

Для приготовления этого блюда используются различные виды макарон короткой и средней нарезки, такие как ригатони, пенне, тортильони, зити и маккерони. Если традиционное приготовление Мессины предполагает использование типичных маккерончини, то традиция Палермо требует использования макарон формы анеллетти, которые придают блюду внешний вид, похожий на флан или тимбалло.
Макаронные изделия готовятся аль денте (недоваренные, так как они будут готовиться в духовке), их подсушивают и хорошо перемешивают с соусом, затем слоями распределяют в слегка смазанной маслом форме для запекания или форме с тонким слоем соуса, чередуя с местными традиционными ингредиентами. Чтобы получить качественный результат, необходимо приготовить хороший соус, более или менее тщательно продуманный, из ингредиентов хорошего качества. Существует множество вариаций ингредиентов в соответствии с местными традициями, но обычно блюдо готовится из говяжьего и/или свиного фарша, обжаренного вместе с мелко нарезанным луком, приправленного ароматными травами, солью и перцем и политого хорошим красным вином; добавляют томатный соус и тушат полчаса, чтобы соус приобрел аромат и вкус.
Состав слоёв по существу основан на классической начинке из сыров, таких как сыр провола или качокавалло, нарезанной кубиками вареной ветчины, салями или, чаще, типичной калабрийской скаччаты или сопрессаты, и сваренных вкрутую и крупно нарезанных яиц, и обязательно жареных фрикаделек. Последний слой макарон покрывают тёртым сыром Пармезан, для лучшего запекания блюда и образования корочки на поверхности.
Сицилийская версия (pasta ncasciata) среди других ингредиентов также включает баклажаны, обычно нарезанные тонкими ломтиками и обжаренные, или просто нарезанные кубиками.
Однако, пасту аль форно можно приготовить по-разному, и существует множество версий – довольно распространенных – на основе белых соусов с луком и мясным фаршем или соусом бешамель, который обычно используется для улучшения вкуса начинки из таких овощей, как артишоки или цикорий.